# Diamond Springs (Kalifornien)
Diamond Springs ist ein gemeindefreies Gebiet (Census-designated place) im El Dorado County im US-Bundesstaat Kalifornien. Es ist Teil der Metropolregion Sacramento. Das U.S. Census Bureau hat bei der Volkszählung 2020 eine Einwohnerzahl von 11.345 ermittelt. Die Stadt ist als California Historical Landmark registriert.

## Geschichte
Diese Siedlung, die 1848 besiedelt wurde, erhielt ihren Namen von ihren kristallklaren Quellen. Die Gegend gehörte zu den goldreichsten Orten der Region und brachte einen 25 Pfund schweren Nugget hervor, einen der größten, der jemals im El Dorado County gefunden wurde. Seine blühendste Zeit hatte der Ort im Jahr 1851 und durch die Holz- und Kalkproduktion sowie die Landwirtschaft hat Diamond Springs etwas von seiner frühen Bedeutung behalten.
Ein Postamt wurde 1853 in Diamond Spring eingerichtet; der Name wurde 1950 in Diamond Springs geändert.

## Demografie
Nach der Volkszählung von 2010 leben in Diamond Springs 11.037 Menschen. Die Bevölkerung teilt sich auf in 92,4 % Weiße, 0,3 % Afroamerikaner, 0,2 amerikanische Ureinwohner, 1,9 % Asiaten, 0,3 % Ozeanier und 3,9 % mit zwei oder mehr Ethnizitäten. Hispanics oder Latinos machten 8,1 % der Bevölkerung aus. Das mittlere Haushaltseinkommen lag 2019 bei 62.370 US-Dollar und die Armutsquote bei 4,9 %.